# Óscar Torlacoff
Óscar Torlacoff (Montevideo, Uruguay, 22 de diciembre de 1973) es un exfutbolista uruguayo que jugaba como delantero.
Es uno de los mayores ídolos foráneos en la historia Motagüense.

## Trayectoria
En 1991 debutó con Nacional, donde compartió camerino con Marcelo Saralegui, Gabriel Silvera y Julio César Dely Valdés entre otros grandes jugadores.
Posteriormente se coronaría campeón del Campeonato Uruguayo de Fútbol 1992 con el Nacional de Montevideo.
En 1993 se marcharía del Tricolor para vestir los colores de Central Español, equipo al que defendió por tres temporadas. 
A mediados de 1996 fichó por el Plaza Colonia, permaneciendo en el club durante seis temporadas.
En 2002 llega al exótico fútbol centroamericano para fichar por el Comunicaciones de Guatemala.
Al año siguiente regresó a Plaza Colonia y teniendo un breve paso por el Atenas de San Carlos.
En 2005 regresa a Centroamérica, pero esta vez para jugar en Honduras con el Club Universidad. 
Tras haber marcado 6 goles en 13 juegos, pasa a ser transferido al Motagua en 2006.
En el Motagua disputó más de 90 juegos y marcó en 28 ocasiones. Se consagró campeón nacional en el Apertura 2006 y consiguió el título durante la Copa Interclubes UNCAF 2007. Además disputó la Copa Sudamericana 2008, donde Motagua cayó eliminado ante el Arsenal de Sarandí. Con la llegada de Juan de Dios Castillo a Motagua, Torlacoff fue dado de baja y en un intercambio entre Motagua e Hispano que involucraba a Torlacoff y al argentino Sergio Diduch, Óscar tuvo que abandonar las filas motagüenses.
Volvió a tener protagonismo con el Atlético Choloma, consagrándose campeón de goleo en el Torneo Clausura 2012. Hoy en día sigue activo en clubes de la Liga de Ascenso.

## Clubes
| Club                   | País      | Año               |
| ---------------------- | --------- | ----------------- |
| Nacional               | Uruguay   | 1991 - 1993       |
| Central Español        | Uruguay   | 1993 - 1996       |
| Plaza Colonia          | Uruguay   | 1996 - 2002       |
| Comunicaciones         | Guatemala | 2002              |
| Xelajú                 | Guatemala | 2003              |
| Plaza Colonia          | Uruguay   | 2003 - 2004       |
| Atenas                 | Uruguay   | 2005              |
| Universidad            | Honduras  | 2005 - 2006       |
| Motagua                | Honduras  | 2006 - 2009       |
| Hispano                | Honduras  | 2009 - 2011       |
| Atlético Choloma       | Honduras  | 2011 - 2013       |
| Sula de La Lima        | Honduras  | 2014              |
| Nacional de Villanueva | Honduras  | 2014 - 2015       |
| Comayagua F.C.         | Honduras  | 2015 - 2016Retiro |

## Palmarés

### Campeonatos nacionales
| Título              | Club           | País      | Año  |
| ------------------- | -------------- | --------- | ---- |
| Campeonato Uruguayo | Nacional       | Uruguay   | 1992 |
| Torneo Apertura     | Comunicaciones | Guatemala | 2002 |
| Torneo Apertura     | Motagua        | Honduras  | 2006 |

### Campeonatos internacionales
| Título                       | Club    | País     | Año  |
| ---------------------------- | ------- | -------- | ---- |
| Copa Interclubes de la Uncaf | Motagua | Honduras | 2007 |

### Distinciones individuales
| Distinción                                    | Año  |
| --------------------------------------------- | ---- |
| Máximo goleador del Torneo Clausura (7 goles) | 2012 |